# Гребенчатый рак-отшельник
Гребенчатый рак-отшельник (лат. Pagurus pectinatus) — вид десятиногих раков из надсемейства раков-отшельников Paguroidea.

## Внешний вид и строение
Гребенчатый рак-отшельник обладает парой клешен, покрытых шипами и волосами, из которых правая значительно крупнее левой. Шипы на поверхности ладони правой клешни образуют 8—9 продольных рядов, наружный край ладони с рядом длинных крупных шипов, резко отделяющих верхнюю поверхность клешни от нижней. Обитает в пустых раковинах брюхоногих моллюсков, при этом с ростом своего тела рак вынужден менять раковины на большие. В раковине находится постоянно задняя, покрытая мягкой кожицей часть его тела. Часто живёт в плотной кирпично-красной пробковой губке Suberites. Более крупная правая клешня рака служит для закрытия отверстия раковины в случае опасности; меньшая, левая — для охоты и собирания пищи. Обладают четырьмя мощными ногами, предназначенными для быстрого передвижения. Задние ноги развиты слабо и служат для удержания рака в раковине.
Передняя часть головогруди в длину до 1,6 см. Окраска тела желтоватая, когти ходильных ног коричневые.

## Распространение и места обитания
Водится в Японском море от Цусимского пролива до северной части Татарского пролива, а также на юге Охотского моря. Обитает на глубинах от 1 до 220 м. Предпочитает твёрдые грунты.